# Capurodendron pseudoterminalia
Capurodendron pseudoterminalia är en tvåhjärtbladig växtart som beskrevs av Aubrev. Capurodendron pseudoterminalia ingår i släktet Capurodendron och familjen Sapotaceae. Inga underarter finns listade i Catalogue of Life.